# Lakota
I Lakota (pronuncia laˈkˣota) sono una tribù di nativi americani. Conosciuti anche come Teton Sioux, sono uno dei tre gruppi dialettali in cui si articola tuttora la grande alleanza sioux, di cui costituivano uno dei sette originari "fuochi del consiglio". Gli altri due gruppi dialettali sono denominati dakota orientali (Santee e Sisseton, questi ultimi essendo - correttamente - una delle quattro divisioni storiche dei Santee, insieme ai Mdewkanton, agli Wahpekute e agli Wahpeton) e occidentali (Yankton e Yanktonay).
I Lakota erano il più occidentale dei tre gruppi sioux; sotto la pressione di popolazioni native confinanti, spinte a loro volta verso occidente e armate dall'uomo bianco, arrivarono ad occupare quelli che attualmente sono il Dakota del Nord e il Dakota del Sud. 
Dopo la loro migrazione verso le grandi praterie ed il conseguente distacco di fatto dal resto della confederazione sioux, essi ricostruirono idealmente i "sette fuochi del consiglio", articolandosi in altrettanti sottogruppi: Sichangu (Cosce Bruciate, Schiene Bruciate), Oglala (Gente Sparsa), Itazipcho (Senza Archi), Hunkpapa (Accampati al capo del Cerchio), Minneconjou (Seminatori vicino al Fiume), Sihasapa (Piedi Neri) e Oohenonpa (Due Marmitte).

## I trattati stracciati
Nel 2007 un gruppo Sioux Lakota, facente parte di una delle ali più estremiste dell'AIM, ha stracciato gli accordi firmati dal Governo Statunitense in quanto quest'ultimo non li ha più rispettati cercando invece di “rubare la nostra cultura, le nostre terre e la nostra capacità di mantenere il nostro stile di vita”. L'iniziativa mira a fondare una nuova nazione indipendente all'interno degli stati in cui si estende la riserva di PineRidge. Sebbene sia stata portata avanti da pochi e senza il consenso del Consiglio Tribale, ha avuto riscontri a livello internazionale.

## Capi importanti
- Coda Chiazzata (1823-1881)
- Nuvola Rossa (1822-1909)
- Toro Seduto (1831-1890)
- Pioggia in Faccia (1842-1905)
- Fiele (in inglese "Gall", talvolta erroneamente tradotto come "Noce di Galla", 1840-1893)
- Cavallo Pazzo (1840-1877)
- Cavallo Americano (1840-1908)
- Cervo Zoppo (?-1877)
- Piede Grosso alias Alce Chiazzato (1826 ca. -1890)
- Alce Eretta
- Re Corvo (?-1884)